# Ushio
Le Ushio (潮, littéralement Marée) est un destroyer de la Marine impériale japonaise de classe Fubuki lancé en 1930. Il participe à la Seconde Guerre mondiale.